# 先导化合物
先导化合物（lead compound）是一种具有药理学或生物学活性的化合物，可被用于开发新药，其化学结构可被进一步优化，以提高药力、选择性，改善药物动力学性质。通过高通量筛选（high-throughput screenings）可发现先导化合物，或通过天然物的次级代谢产物找到先导化合物。新发现的先导化合物也许存在某些缺陷，如活性不够高、化学结构不稳定、毒性较大、选择性不好、药物动力学性质不合理等，需要进行化学优化，将药性提高至足以进行生物试验或临床试验的程度，再进一步优化使之发展为理想的药物，这一过程称为先导化合物的优化。

## 参阅
- 高通量筛选
- 药物筛选